# Grand Prix moto d'Ulster 1964
Le Grand Prix moto d'Ulster 1964 est la neuvième manche du Championnat du monde de vitesse moto 1964. La compétition s'est déroulée le 8 août 1964 sur le Circuit de Dundrod dans le Comté d'Antrim (Irlande). C'est la 36e édition du Grand Prix moto d'Ulster et la 16e édition comptant pour le championnat du monde.

## Résultats des 500 cm³
| Pos | Pilote         | Moto      | Temps/Écart       | Points |
| --- | -------------- | --------- | ----------------- | ------ |
| 1   | Phil Read      | Norton    | 1 h 31 min 58 s 4 | 8      |
| 2   | Richard Creith | Norton    | +7 s 6            | 6      |
| 3   | Jack Ahearn    | Norton    | +41 s 2           | 4      |
| 4   | Robin Fitton   | Norton    | +1 min 32 s 4     | 3      |
| 5   | Chris Conn     | Norton    | +3 min 46 s 4     | 2      |
| 6   | Fred Stevens   | Matchless | +6 min 22 s 9     | 1      |
| 7   | Joe Dunphy     | Norton    | + ?               |        |
| 8   | Syd Mizen      | Norton    | + ?               |        |
| 9   | William McCosh | Matchless | + ?               |        |
| 10  | Dan Shorey     | Norton    | + ?               |        |
| 11  | Griff Jenkins  | Norton    | + ?               |        |
| 12  | Trevor Ritchie | Norton    | + ?               |        |
| 13  | Jimmy Jones    | Norton    | + ?               |        |
| 14  | Bo Granath     | Matchless | + ?               |        |
| 15  | Alf Shaw       | Norton    | + ?               |        |
| 21  | ...            | ...       | + ?               |        |

## Résultats des 350 cm³
| Pos | Pilote       | Moto   | Temps             | Points |
| --- | ------------ | ------ | ----------------- | ------ |
| 1   | Jim Redman   | Honda  | 1 h 20 min 37 s 6 | '8     |
| 2   | Michael Duff | AJS    | + ?               | 6      |
| 3   | Gustav Havel | Jawa   | + ?               | 4      |
| 4   | Bruce Beale  | Honda  | + ?               | 3      |
| 5   | Chris Conn   | Norton | + ?               | 2      |
| 6   | Fred Stevens | AJS    | + ?               | 1      |
| 7   | ...          | ...    | + ?               |        |

## Résultats des 250 cm³
| Pos | Pilote         | Moto   | Temps             | Points |
| --- | -------------- | ------ | ----------------- | ------ |
| 1   | Phil Read      | Yamaha | 1 h 12 min 30 s 4 | 8      |
| 2   | Jim Redman     | Honda  | +1 min 00 s 0     | 6      |
| 3   | Tommy Robb     | Honda  | +1 min 46 s 4     | 4      |
| 4   | Alan Shepherd  | MZ     | +2 min 02 s 6     | 3      |
| 5   | Bruce Beal     | Honda  | +3 min 01 s 8     | 2      |
| 6   | Bert Schneider | Suzuki | +4 min 10 s 2     | 1      |
| 7   | ...            | ...    | + ?               |        |

## Résultats des 125 cm³
| Pos | Pilote         | Moto    | Temps         | Points |
| --- | -------------- | ------- | ------------- | ------ |
| 1   | Hugh Anderson  | Suzuki  | 53 min 28 s 4 | 8      |
| 2   | Luigi Taveri   | Honda   | +44 s 0       | 6      |
| 3   | Ralph Bryans   | Honda   | +49 s 2       | 4      |
| 4   | Frank Perris   | Suzuki  | +1 min 22 s 8 | 3      |
| 5   | Bert Schneider | Suzuki  | +1 min 23 s 0 | 2      |
| 6   | Ramón Torras   | Bultaco | +5 min 17 s 6 | 1      |
| 7   | ...            | ...     | + ?           |        |